# Musa Arafat
Musa Arafat, arabisch موسى عرفات, DMG Mūsā ʿArafāt (* ? in Jaffa; † 7. September 2005 in Gaza), war Generalmajor und Leiter des palästinensischen Militärgeheimdienstes.
Musa war ein Cousin von Jassir Arafat. Er hatte mit ihm die Fatah-Bewegung gegründet und bekleidete hohe Machtpositionen, hatte aber sowohl in der Fatah als auch außerhalb viele Feinde. Musa Arafat wurde wiederholt mit Korruption und Willkür in Verbindung gebracht.

## Leben
Musa Arafat wurde in Jaffa geboren. Sein Vater stammte aus Gaza und seine Mutter aus Jerusalem. Im Jahr 1948 wanderte die Familie nach Gaza aus, wo Musa seine schulische Ausbildung absolvierte. Im Jahr 1961 nahm er ein Studium der Rechtswissenschaften an der Kairoer Universität auf. Im letzten Jahr seines Studiums wurde er durch ägyptische Autoritäten verhaftet. Musa Arafat studierte ferner an einer Militärakademie in Jugoslawien und schloss sein Studium dort mit dem Magister ab. In den frühen 1980er nahm er an zahlreichen militärischen Ausbildungsgängen in Ägypten, Syrien, Vietnam, China und den UdSSR teil. Am Sechstagekrieg beteiligte sich Musa Arafat auf syrischer Seite. Ferner kämpfte er gegen Israel in der Schlacht von Karame. Im Gefolge des Schwarzen Septembers wurde er verhaftet. Ferner verbrachte Musa Arafat mehrere Jahre in syrischer Haft. Durch den Libanonkrieg musste er 1982 den Libanon verlassen, wo er eine Spezialeinheit befehligte. Anschließend war er lange Jahre stellvertretender Leiter des palästinensischen Militärgeheimdienstes. 1994 kehrte er in den Gazastreifen zurück, wo er den militärischen Nachrichtendienst aufbaute und führte. Ferner war er Leiter der Force 17 und einer der mächtigsten Männer im Gazastreifen. Er hatte den Rang eines Generalmajors, war verheiratet, Vater zweier Töchter und eines Sohnes und hatte zahlreiche Enkelkinder.
Musa Arafats Ernennung zum Polizeichef des Gazastreifens durch Jassir Arafat stieß auf gewaltsame Proteste, die eine zeitweise Verhängung des Ausnahmezustandes zur Folge hatten. Nach nur zwei Tagen als Polizeichef im Amt wurde er durch seinen Vorgänger Abd ar-Raziq al-Madschaida wieder abgelöst.

## Tod
Musa Arafat, der bereits mehrere Mordversuche überlebt hatte, wurde am 7. September 2005 von militanten Palästinensern in der Stadt Gaza erschossen.
Zeitungen berichteten, dass etwa 80 zum Teil maskierte Männer in der Nacht des 7. Septembers 2005 in sein Haus eindrangen und ihn nach einem Feuergefecht mit dessen Leibwächtern auf die Straße schleiften, um ihn dort mit 23 Schüssen zu töten. Obwohl nur 200 Meter vom Regierungszentrum entfernt, konnten die Attentäter etwa eine Stunde teilweise mit Granatwerfern um sich schießen, ohne von den palästinensischen Sicherheitskräften behelligt zu werden. Deshalb wurde zunächst der Verdacht geäußert, Mitglieder der Regierung könnten hinter dem Mord stehen. Zu der Tat bekannte sich das Volkswiderstandskomitee, das sich aus Mitgliedern verschiedener radikaler Gruppen rekrutiert. Als Motiv wurde später „die Bestechlichkeit Arafats“ genannt. Ein weiteres Statement bezeichnete ihn als „Kollaborateur“ (mit Israel). Dagegen wurde der im Verlauf des Attentats entführte Sohn des Ermordeten, Nahmal Arafat, selbst ein hoher Geheimdienstoffizier, am Tag darauf unter Vermittlung einer ägyptischen Delegation freigelassen.
| Personendaten    | Personendaten                           |
| ---------------- | --------------------------------------- |
| NAME             | Arafat, Musa                            |
| KURZBESCHREIBUNG | palästinensischer Politiker und Militär |
| GEBURTSDATUM     | 20. Jahrhundert                         |
| GEBURTSORT       | Jaffa                                   |
| STERBEDATUM      | 7. September 2005                       |
| STERBEORT        | Gaza (Stadt)                            |